# Mount Edward, Västantarktis
Mount Edward är ett berg i Antarktis. Det ligger i Västantarktis. Argentina, Chile och Storbritannien gör anspråk på området. Toppen på Mount Edward är 1 635 meter över havet.
Terrängen runt Mount Edward är huvudsakligen lite kuperad. Trakten är obefolkad. Det finns inga samhällen i närheten.